# Nuisance aérienne

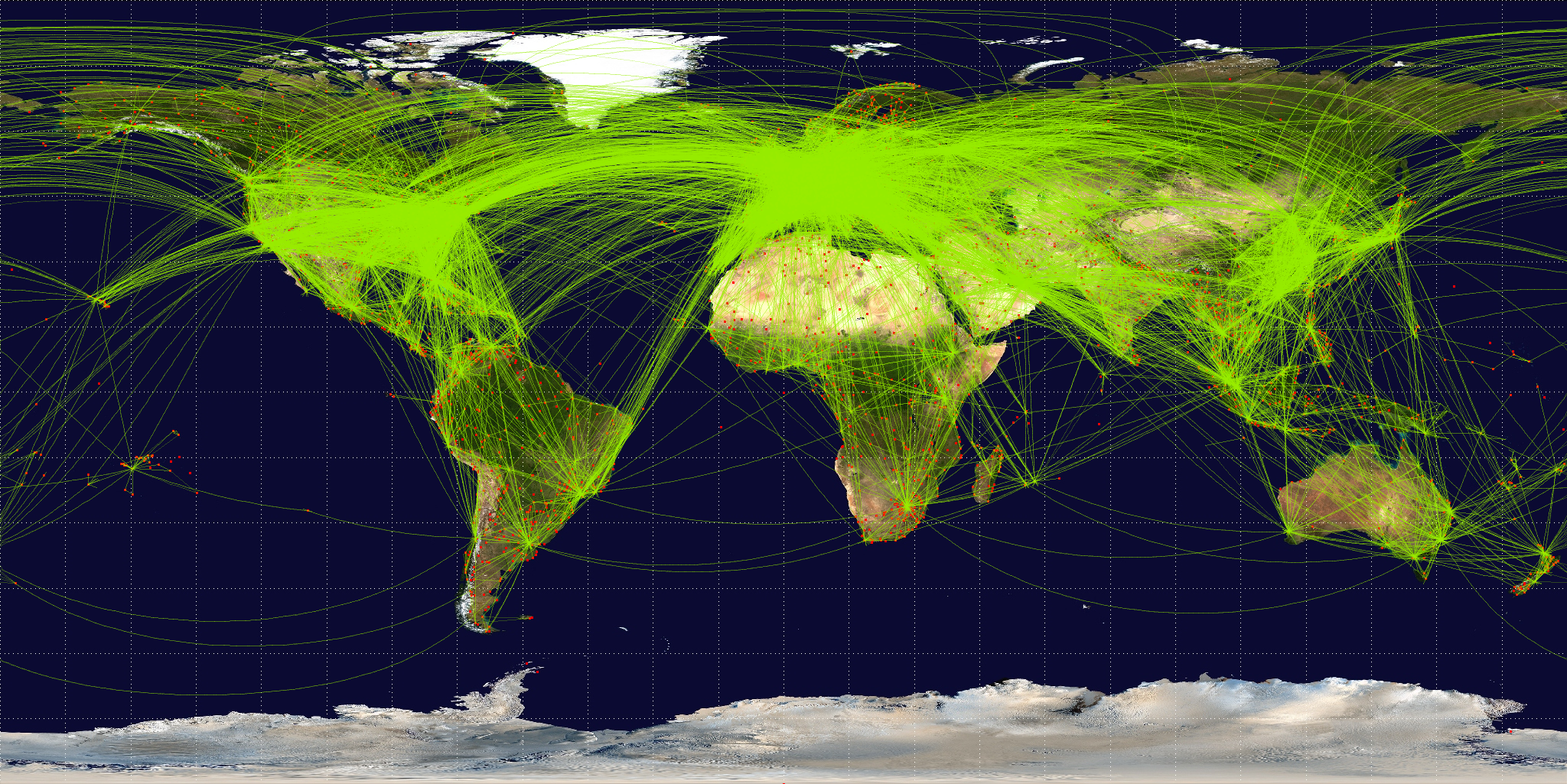
Les nuisances aériennes sont fortement concentrées autour des plateformes aéroportuaires et les traînées d'avion sont les plus nombreuses dans l'hémisphère nord.

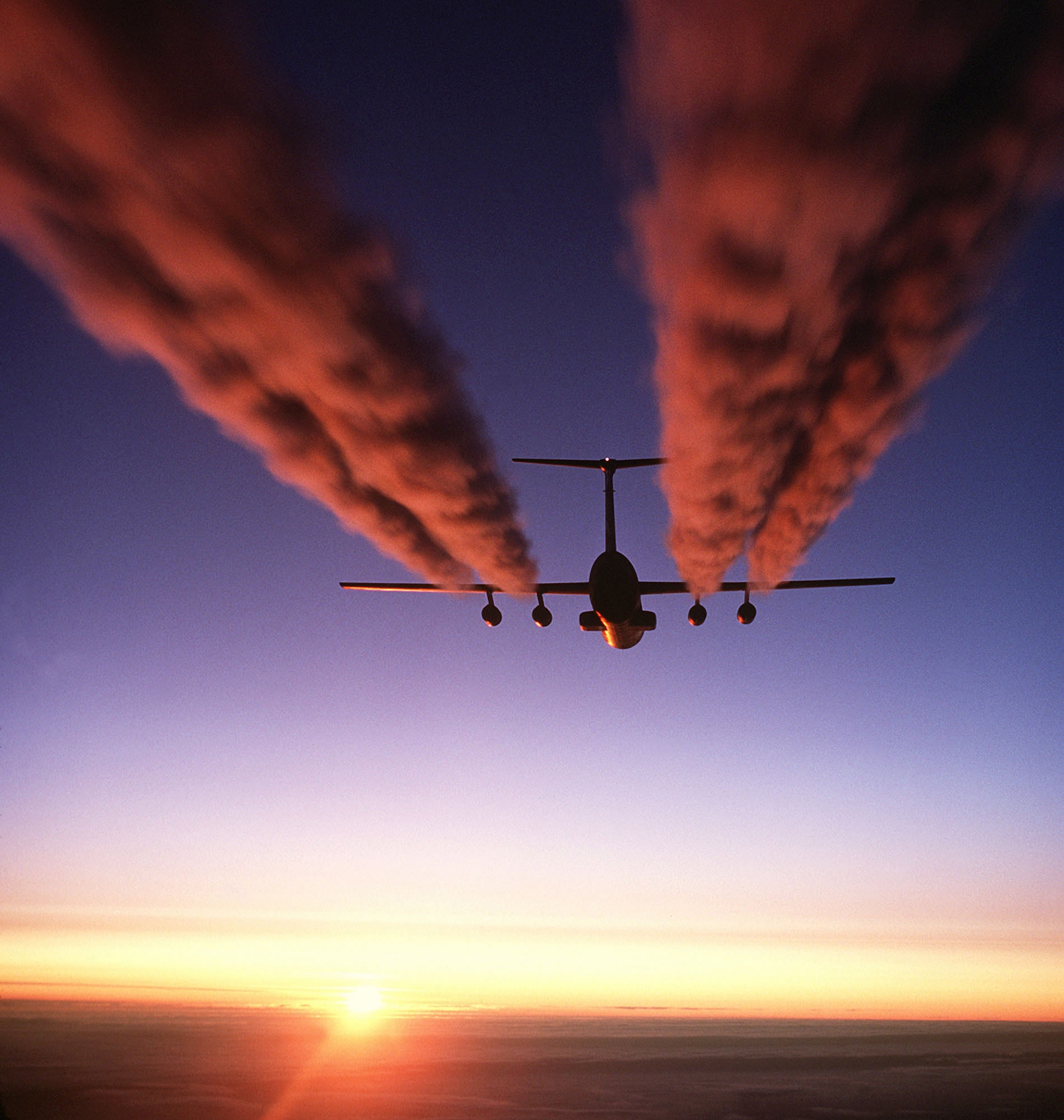
Les réacteurs d'avion contribuent de manière importante à l'effet de serre. Cela est dû principalement au produit par la combustion du kérosène, ainsi qu'aux traînées de condensation et aux nuages d'altitude qu'elles peuvent générer.

Les nuisances aériennes sont globales et locales et notamment liées à l'augmentation de l'effet de serre et donc au réchauffement climatique induits par le kérosène ; la rotation des avions dans les aéroports, le point fixe en bout de piste, les décollages, les atterrissages et le survol des zones plus ou moins habitées provoquent des nuisances sonores et contribuent à la pollution de l'air (oxydes d'azote (NOx), dioxyde de soufre (SO2) et particules notamment. Des polluants secondaires peuvent ensuite être générés sous l'effet du rayonnement solaire, principalement de l'ozone (O3). En France, de 160 000 à 3 000 000 personnes subissent plus directement ces nuisances et pollutions. Les vols d'avions militaires à basse altitude sont également une source de nuisances sonores et de pollutions.
Ces pollutions ainsi que les perturbations climatiques affectent les écosystèmes et lss santés humaine, animale et végétale.
Pour y remédier, des autorités développent localement des techniques d'approche en « descente continue » plutôt que par paliers, des relèvements d'altitude d'interception des aéronefs par les systèmes automatiques d'atterrissage, et optimisent les trajectoires de départ comme d'arrivée. Elles réglementent l'usage de l'espace aérien pour ménager les intérêts des régions concernées, du secteur aéronautique, de l'emploi et des riverains d'aéroports. Vu l'accroissement considérable du trafic aérien et sous la pression des personnes subissant les nuisances (souvent par l'intermédiaire d'associations de riverains), l'industrie aéronautique s'efforce de développer des moteurs moins bruyants et plus économes en carburant, mais ces progrès sont en partie ou totalement annulés par la forte augmentation du trafic, l'augmentation de la taille et de la puissance des avions. Dans le contexte du réchauffement climatique, on observe depuis peu l'apparition d'une honte de prendre l'avion.

## Histoire
Le trafic aérien croît plus que les autres grands modes de transport : le nombre de passagers aériens internationaux double tous les dix ans, de 262 millions en 1989 à 998 millions en 2010 selon l’Organisation de l'aviation civile internationale (OACI) - mais ce nombre masque les inégalités face à ce moyen de transport.
En France aussi, le trafic aérien croit rapidement : le nombre de passagers internationaux est passé de 1,232 millions mensuel en 1982 à 5,781 en 2010 à Paris, selon l’INSEE, mais ce nombre ne reflète ni le transport national, ni les inégalités entre les villes, certaines étant plus exposées aux nuisances aériennes que d'autres.[réf. nécessaire]

## Réchauffement climatique
L'impact climatique du transport aérien est encore mal évalué : outre le dioxyde de carbone (CO2), gaz à effet de serre assez facile à comptabiliser, dont les émissions représentent ici de 2 à 3 % des émissions mondiales, les avions sont responsables d'autres émissions dont la contribution à l'effet de serre n'est pas évaluée avec autant de précision. Il s'agit en particulier des émissions d'oxydes d'azote (NOx) qui provoquent indirectement le réchauffement du climat et surtout des traînées de condensation et des cirrus qui se forment dans certaines conditions, qui provoquent également un réchauffement. D'autre part, la durée de vie variable (de quelques minutes à quelques jours) des traînées de condensation, des cirrus et de l'ozone produit par la dégradation des (NOx) ne permettent pas d’agréger simplement leurs effets à celui du CO2 qui a une durée de vie de 100 ans. Il faut pourtant les comptabiliser car leur impact est important et se fera sentir tant qu'il y aura des avions dans le ciel.
Pour consolider les effets de toutes les émissions anthropiques, le GIEC utilise le forçage radiatif qui mesure les conséquences des activités passées et présentes sur la température globale : l'aviation représentait 4,9 % du forçage radiatif total de 1790 à 2005, soit environ trois fois plus que le seul impact du CO2. Avec la croissance rapide et continue du transport aérien (environ 5 % par an), et l'incapacité de l'industrie du transport aérien à la compenser au même rythme par des améliorations techniques, son impact climatique ne cesse de croître. L'influence néfaste du tourisme se fait de plus en plus sentir.
Après plus de 15 ans de négociations, un accord mondial visant à réduire l'impact climatique du transport aérien a été conclu le 6 octobre 2016 sous l'égide de l'Organisation de l'aviation civile internationale (OACI). Il vise à combler l'absence de mesures concernant le transport aérien dans l'Accord de Paris de 2015 et à atteindre les objectifs que s'était fixés l'organisation en 2010 : améliorer l'efficacité énergétique de 2 % par an et stabiliser les émissions de CO2 au niveau qu'elles auront atteint en 2020. Il institue pour cela un système de compensation des émissions de CO2 pour la fraction des émissions qui dépasserait le niveau atteint en 2020 malgré un « panier de mesures techniques » adoptées dans le même temps. Ce système se traduira par l’achat de crédits-carbone par les compagnies aériennes auprès d’autres secteurs via une bourse d’échanges, sur volontariat à partir de 2021, puis de manière obligatoire à partir de 2027. De nombreuses voix, en particulier celles d'Organisations non gouvernementales environnementales (ONGE), ont dénoncé le manque d'ambition de cet accord.
La Base Carbone, « base de données publiques de facteurs d'émissions nécessaires à la réalisation d'exercices de comptabilité carbone », administrée par l'Ademe (France), fournit des facteurs d'émission selon la distance parcourue et le nombre de sièges de l'avion. Ainsi un trajet Paris-New York (5 863 km) dans un appareil de plus de 250 sièges induit en moyenne une émission de 223 g CO2éq/passager-km, soit un total de 1,3 t CO2éq/passager. L'incertitude est évaluée à 50 %. À titre de comparaison, la Base carbone indique pour les voitures particulières de puissance moyenne un facteur d'émission de 213 g CO2éq/km,. Comme leur taux de remplissage moyen est de 1,4 personne par voiture, le facteur d'émission rapporté à un passager est de 152 g CO2/passager-km. À titre de comparaison également, le facteur d'émission d'un TGV en France dont l'électricité est très largement décarbonée est de 4 g CO2éq/passager-km (hors construction et maintenance des lignes).

## Acidification des océans
Le CO2 émis lors de la combustion du kérosène par les avions contribue également à l'acidification des océans.

## Pollution de l'air et altération de la nébulosité et du climat
Les mouvements aériens se décomposent en 4 séquences formant un cycle standard, dit cycle « LTO » (Landing-Take Off) : la descente, le roulage à l’arrivée et au départ, le décollage et la montée. Le cycle LTO permet, notamment, de quantifier les émissions du trafic aérien en dessous d’environ 1 000 m au sein de la couche de mélange, où les émissions ont un effet direct sur la qualité de l’air à l’échelle locale ou régionale.
Le Conseil de l'Organisation de l'aviation civile internationale (OACI) a adopté des normes de certification de moteurs d'aéronef. Le respect de ces normes est obligatoire. Ces normes font partie de l' Annexe 16 sur la Protection de l'environnement, de la Convention relative à l'aviation civile internationale. Ces normes visent à mieux protéger la population en matière de qualité de l'air au voisinage des aéroports. Pour cela, elles limitent les émissions d'oxydes d'azote (NOx), d'oxyde de carbone et d'hydrocarbures non brûlés pour un cycle de référence contenant un atterrissage et un décollage, à moins de 915 mètres d'altitude.

### Oxydes d'azote
Les oxydes d'azote (NOx) émis par les réacteurs participent à la chimie atmosphérique de l'ozone, un gaz présent dans la troposphère à un niveau de concentration très faible (quelques dizaines de ppb) pouvant néanmoins être toxique pour les humains, les animaux et les plantes lors d'épisodes de pollution. L'ozone est également présent naturellement dans la stratosphère à une concentration plus forte (quelques ppm) où il a un effet bénéfique en protégeant la Terre du rayonnement ultraviolet.
Dans les basses couches de l'atmosphère et aux altitudes de croisière des avions subsoniques, les NOx concourent à la production d'ozone, un gaz à effet de serre puissant mais à courte durée de vie. Selon le GIEC, les NOx des avions subsoniques étaient responsables en 1992 d'un accroissement de 6 % de la concentration d'ozone aux latitudes moyennes de l'hémisphère nord. Inversement, dans la stratosphère, les NOx détruisent la couche d'ozone, ce qui pourrait devenir un problème si des avions supersoniques devaient à nouveau être exploités commercialement.

### Aérosols
Les réacteurs d'avion émettent des aérosols de sulfates et de suies, résidus de carburants imbrûlés et traces de métaux. Par passager, les quantités de sulfate émises sont faibles en comparaison de certains transports terrestres (moteurs diesel, maritime notamment), mais dans le contexte de la haute atmosphère, les trainées d'avions, la vapeur et les micro particules qu'elles contiennent modifient fréquemment très significativement la nébulosité et l'albédo de la haute atmosphère en créant des cirrus artificiels, à une altitude où il n'y a pas de végétaux pour capter le CO2 et épurer l'air,ce qui laisse penser que le phénomène va encore s'accentuer,,. À cause de ces aérosols, les émissions des avions ont à la fois un pouvoir rafraîchissant (à court terme) et réchauffant (à long terme) que les modèles peinent à prendre en compte finement. En 2019, un dessin de prototype d'avion consommant 20% de kérosène en moins (dit Flying V) a été proposé, mais qui ne devrait pas voler avant 2040.

## Pollution sonore

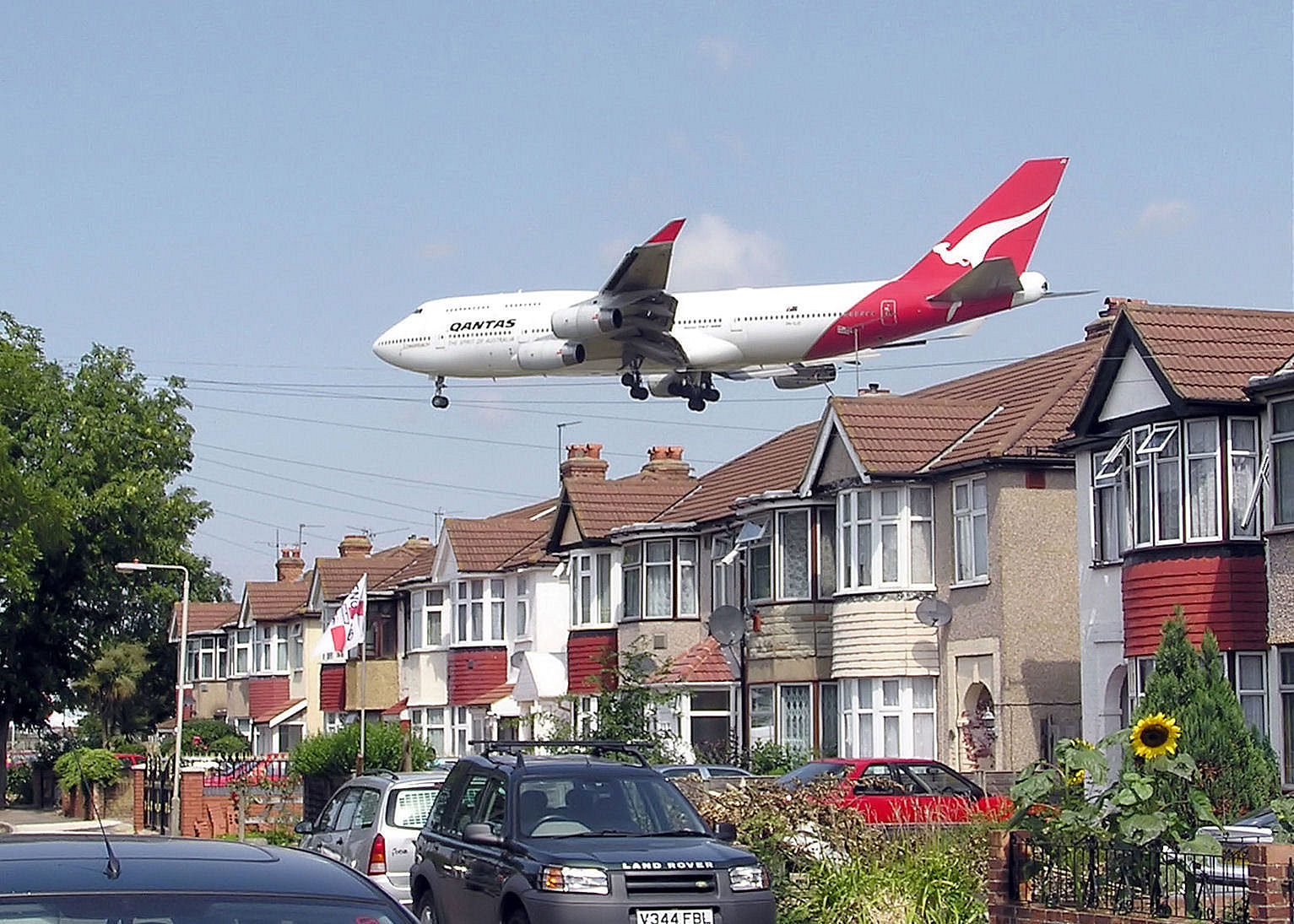
Un Boeing 747-400 de la compagnie Qantas au-dessus des habitations, dans le voisinage de l'aéroport de Londres-Heathrow, au Royaume-Uni.

La pollution sonore engendrée par les avions à réaction vient non seulement de leurs moteurs, mais aussi du déplacement de leur volume dans l'air, et parfois du passage du « mur du son » (lors de vols d'exercices militaires par exemple).
- Le bruit des groupes motopropulseurs se décompose en bruit « de jet » provoqué par l'expulsion des gaz, en bruits internes liés aux parties tournantes du moteur ainsi qu'au bruit de la combustion. Le bruit de jet est provoqué par les turbulences lors de l'éjection des gaz chauds à haute pression. Le bruit de jet croit avec le diamètre de la tuyère et de la vitesse d'écoulement du jet. Les moteurs modernes à double flux de gaz, à grand diamètre et à basse vitesse d'éjection permettent de réduire ce bruit.
- Le bruit aérodynamique, l'autre source majeure de pollution sonore, est provoqué par les turbulences aérodynamiques créées autour de l'avion. Il s'agit par exemple du bruit de la carlingue qui fend l'air à une vitesse élevée, des volets, des becs, des aérofreins, et du train d'atterrissage. De nos jours, en phase d'atterrissage, ces bruits deviennent aussi importants que les bruits des moteurs.

La pollution sonore varie selon les pays. En Suisse, depuis 2014, 60 000 personnes sont victimes des nuisances sonores des avions. En France, des élus de l'Essonne ont demandé en 2015 que l'altitude de survol des avions atterrissant à Orly soit relevée de 900 m afin de réduire les nuisances sonores.

### Cadre législatif
En Europe, ces nuisances ont conduit à la création d'une directive européenne relative à l'établissement de règles et procédures concernant l'introduction de restrictions d'exploitation liées au bruit dans les aéroports de la Communauté.
En France, la loi relative à la lutte contre le bruit, qui a, notamment, instauré une « taxe d'atténuation des nuisances sonores » payée par les compagnies aériennes, a été adoptée en décembre 1992. Selon la loi Grenelle II (votée le 29 juin 2010), ces nuisances doivent autour des aéroports être contrôlées par l'Autorité de contrôle des nuisances aéroportuaires (ACNUSA).
En Suisse, au niveau de la Confédération, une Ordonnance du Département fédéral de l'environnement, des transports, de l'énergie et de la communication (DETEC) sur les émissions des aéronefs (OEmiA), en application de la Loi sur l'aviation, règle les valeurs limites d'émissions de bruit et de substances polluantes, en coordination avec la Communauté européenne et selon l'accord de la Convention de Chicago. La législation est appliquée par le DETEC, et en particulier l'Office fédéral de l'aviation civile (OFAC), qui sont responsables entre autres de la sécurité et des infrastructures. La limitation du bruit du trafic aérien devrait aussi respecter la Loi sur la protection de l'environnement (LPE), ainsi que l'Ordonnance du 15 décembre 1986 sur la protection contre le bruit (OPB).

### Prise en compte de l'opinion
La réaction des citoyens contre la perspective d'importantes nuisances sonores dues aux vols du Concorde a aussi représenté un changement social important dans l'acceptation des nuisances sonores du trafic aérien. Avant les premiers essais en vol du Concorde, les nouveautés de l'industrie civile aéronautique étaient largement acceptées par les gouvernements démocratiques et leurs électeurs. Les protestations populaires (particulièrement sur la côte est des États-Unis) contre le bruit du Concorde ont marqué un point de rupture politique ; avant cela les protestations des habitants d'Oklahoma City lors des expériences de l'Opération Bongo II avaient déjà montré que les bangs supersoniques trop nombreux n'étaient pas tolérés par les riverains. Il faut cependant noter que du côté américain, l'accueil d'un avion civil supersonique non-américain n'était pas vu d'un œil particulièrement favorable. Par la suite, les scientifiques et ingénieurs de domaines variés ont commencé à prendre en compte plus sérieusement les impacts environnementaux et sociaux de leurs innovations.

### Restriction des vols de nuit
Dans les aéroports de Heathrow, Gatwick et Stansted, au Royaume-Uni ainsi qu'à l'aéroport Francfort en Allemagne, et sur la plateforme de Paris Orly, des restrictions des vols de nuit sont appliquées pour réduire l'exposition au bruit durant la nuit,.

### Dégradation de la santé
Les nuisances aériennes subies par 6,6 % des Français peuvent engendrer une dégradation de la santé: hypertension artérielle et maladies cardiovasculaires, ainsi qu'une réduction du sommeil.